# Uvarus ibonum
Uvarus ibonum är en skalbaggsart som beskrevs av Olof Biström 1988. Uvarus ibonum ingår i släktet Uvarus och familjen dykare. Inga underarter finns listade i Catalogue of Life.